# De noche vienes, Esmeralda
De noche vienes, Esmeralda és una pel·lícula mexicana dirigida el 1997 per Jaime Humberto Hermosillo, basada en el conte De noche vienes, d'Elena Poniatowska. Va ser nominada en 1998 al Premi Ariel a la Millor Pel·lícula i en 1999 al Goya a la millor pel·lícula estrangera de parla hispana.

## Sinopsi
A punt de casar-se amb Carlos, Esmeralda Loyden és detinguda, acusada de bigàmia pel seu marit Pedro Lugo. Interrogada pel llicenciat Solorio, la dona confessa no sols un sinó cinc matrimonis. Les càndides revelacions de l'acusada indignen primer a l'oficial, qui no pot creure tant de cinisme. No obstant això, els esposos d'Esmeralda acaben convencent-lo que la polígama és una veritable ànima de Déu.

## Repartiment
- María Rojo.... Esmeralda Loyden Monroy
- Claudio Obregón.... licenciado Víctor Solorio
- Martha Navarro .... Lucita
- Tito Vasconcelos .... Josefa/Josefo
- Antonio Crestani .... Manuel García
- Pedro Armendáriz, Jr..... Antonio Rossellini
- Alberto Estrella.... Jaime Martínez Cruz
- Álvaro Guerrero .... Carlos
- Humberto Pineda .... Jorge Luis Vallarta Blanco
- Ernesto Laguardia.... Pedro Lugo Alegría
- Roberto Cobo .... don Virginio Lara
- Ana Ofelia Murguía .... doña Beatriz
- Ignacio Retes .... don Gregorio, papá de Esmeralda
- Arturo Villaseñor .... Armando
- Humberto Yánez .... judicial 1
- Farnesio de Bernal .... sacerdote 1
- Max Kerlow .... sacerdote 2
- Víctor Carpinteiro.... Roque, reportero
- Andrés Almeida .... joven punk
- Eduardo Salas .... Carbajal
- Fernando Manzano .... Pérez
- Gerardo Carmona .... Monteria
- Susana Cato .... celadora
- Ana María Jacobo .... secretaria Tere
- Marina Fernández .... Carmelita
- Paco Mauri.... policía
- Diego Jáuregui .... bolero
- Charlotte Chagoya .... madre de Carlos
- Leopoldo Chagoya .... padre de Carlos
- Laura Vit .... persona soñadora
- Jaime Escaba .... compañero de Lucita

## Premis i distincions
- 1998, Festival Internacional de Cinema de Guadalajara (FICG), Edició 13è, Llargmetratge Mexicà de Ficció, Premi del Públic al Millor Llargmetratge Mexicà
- 1998, Premi Ariel - Academia Mexicana d'Arts i Ciències Cinematogràfiques, Edició 40è, Pel·lícula, Ariel de Plata al Millor Vestuari
- 1998, Premi Ariel - Academia Mexicana d'Arts i Ciències Cinematogràfiques, Edició 40è, Pel·lícula, Ariel de Plata al Millor Disseny de Art
- 1998, Premi Ariel - Academia Mexicana d'Arts i Ciències Cinematogràfiques, Edició 40è, Pel·lícula, Ariel de Plata la Millor Guió Cinematogràfic Original
- 1998, Premi Ariel - Academia Mexicana d'Arts i Ciències Cinematogràfiques, Edició 40è, Pel·lícula, Ariel de Plata a la Millor Ambientació
- 1998, Premi Ariel - Academia Mexicana d'Arts i Ciències Cinematogràfiques, Edició 40è, Pel·lícula, Ariel de Plata a la Millor Coactuación Femenina
- 1998, Premi Ariel - Academia Mexicana d'Arts i Ciències Cinematogràfiques, Edició 40è, Nominada, Ariel de Or a la Millor Pel·lícula
- 1998, Premi Ariel - Academia Mexicana d'Arts i Ciències Cinematogràfiques, Edició 40è, Nominada, Ariel de Plata a la Millor Direcció
- 1998, Premi Ariel - Academia Mexicana d'Arts i Ciències Cinematogràfiques, Edició 40è, Nominada, Ariel de Plata a la Millor Fotografia
- 1998, Rencontres Cinémas d'Amérique Latine de Tolosa, Edició 10è, Pel·lícula, Esment Especial
- 1999, Goya a la millor pel·lícula estrangera de parla hispana